# Nationaal park Val Grande
Het Nationaal park Val Grande (Italiaans: Parco nazionale della Val Grande) ligt op slechts een uur rijden vanuit de Italiaanse metropool Milaan. Het gebied is weinig bekend en behoort tot de uitgestrektste wildernissen van Italië. Aan de oostzijde wordt het park begrensd door het veelbezochte Lago Maggiore, in het noorden door de Vigezzovallei en in het westen door de Ossolavallei. De naam van het park luidt Val Grande, maar dit is slechts een van de vele dalen die tot het park behoren. Het gebied is zeer regenrijk, alle neerslag komt uiteindelijk in de rivier San Bernardino die dan enorm kan aanzwellen.
In vroeger tijden werd het gebied meer door mensen bevolkt, tegenwoordig ligt er maar een echt dorp binnen de parkgrenzen: Cicogna. Wandelaars zullen in het gebergte nog veel resten van bewoning tegenkomen zoals vervallen huizen en overwoekerde wegen. Het gebergte is niet bijzonder hoog, maar wel bijzonder steil en woest. Hierdoor is het territorium moeilijk toegankelijk.

## Fauna
Vanwege de rust en verlatenheid van het gebied gedijen veel dieren goed in de zone. Tot de fauna van het park behoren onder andere: ree, hert, steenbok, vos, steenmarter, das, wezel, relmuis, koningsadelaar, slechtvalk, bergfrancolijn, oehoe, zwarte specht, witte boszanger en adder.

## Flora
Vanwege het grote hoogteverschil binnen het park is er een grote diversiteit aan planten. Zo zijn er in het gebied zo'n 240 bloemsoorten te vinden. De diepe dalen zijn overwegend dicht bebost.

## Bergen
De hoogste bergtoppen van het park zijn:
- Monte Togano (2301 m)
- Pizzo Tignolino (2246 m)
- Cima della Laurasca (2193 m)
- Monte Zeda (2156 m)

## Afbeeldingen

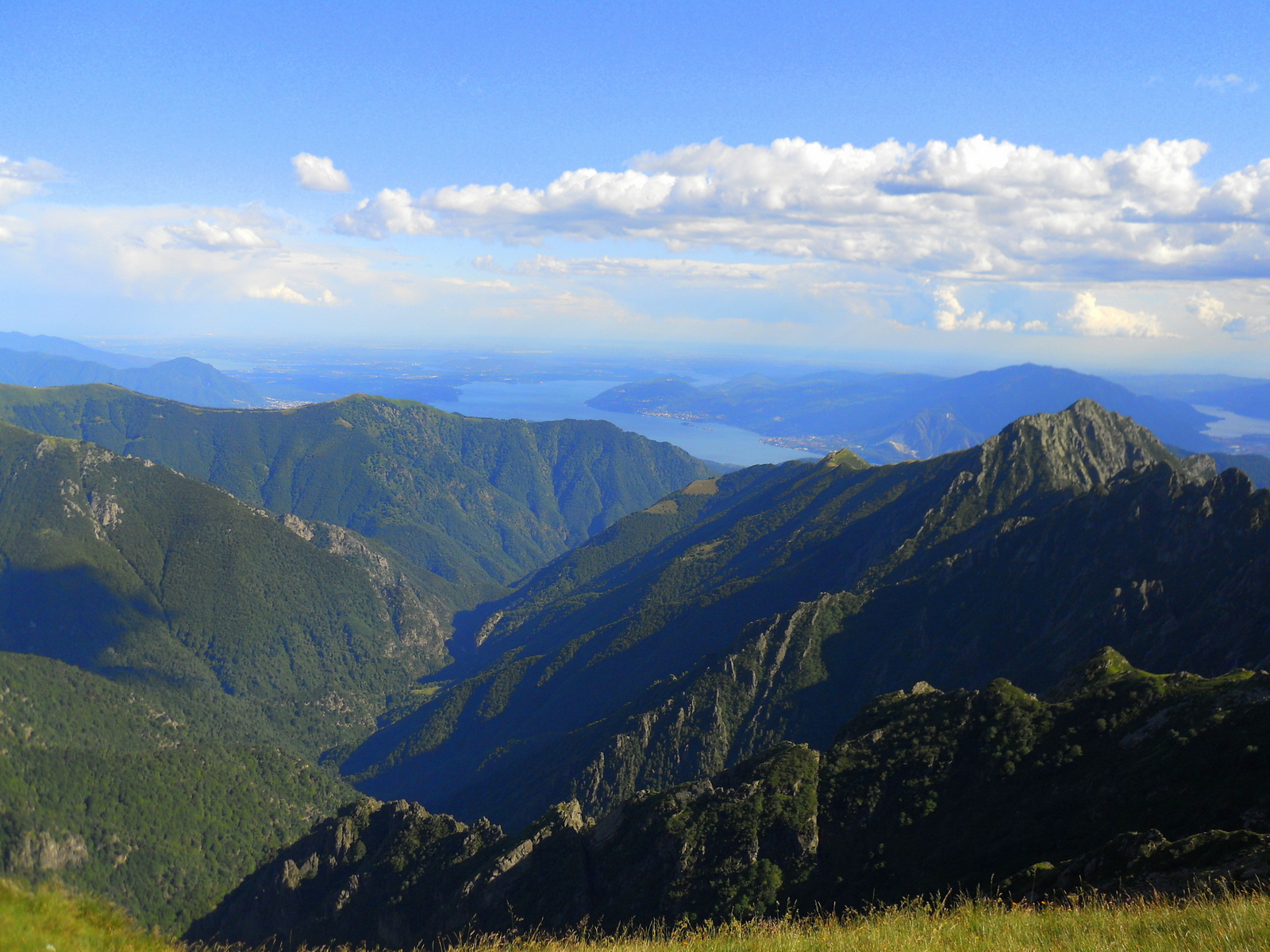
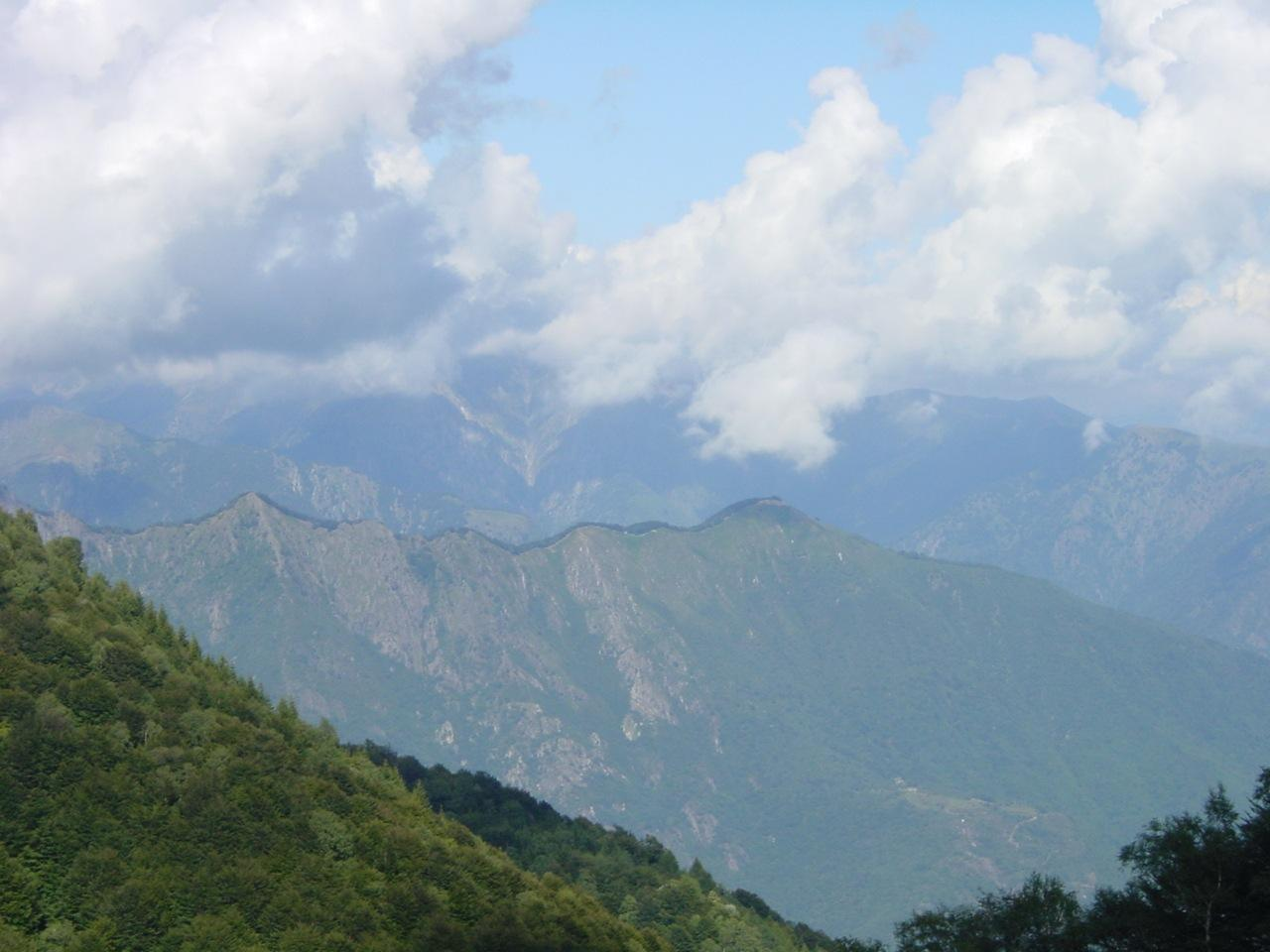
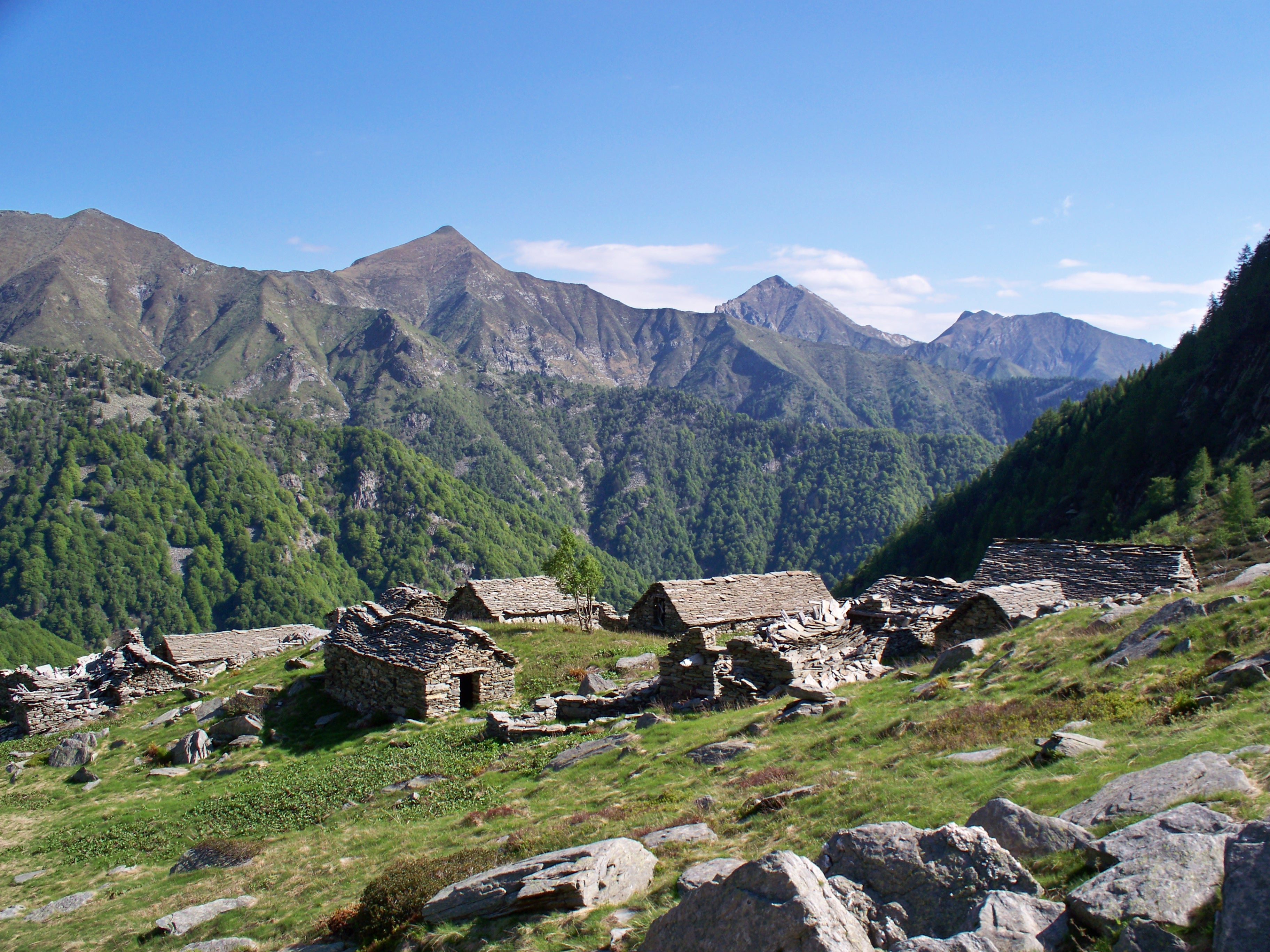
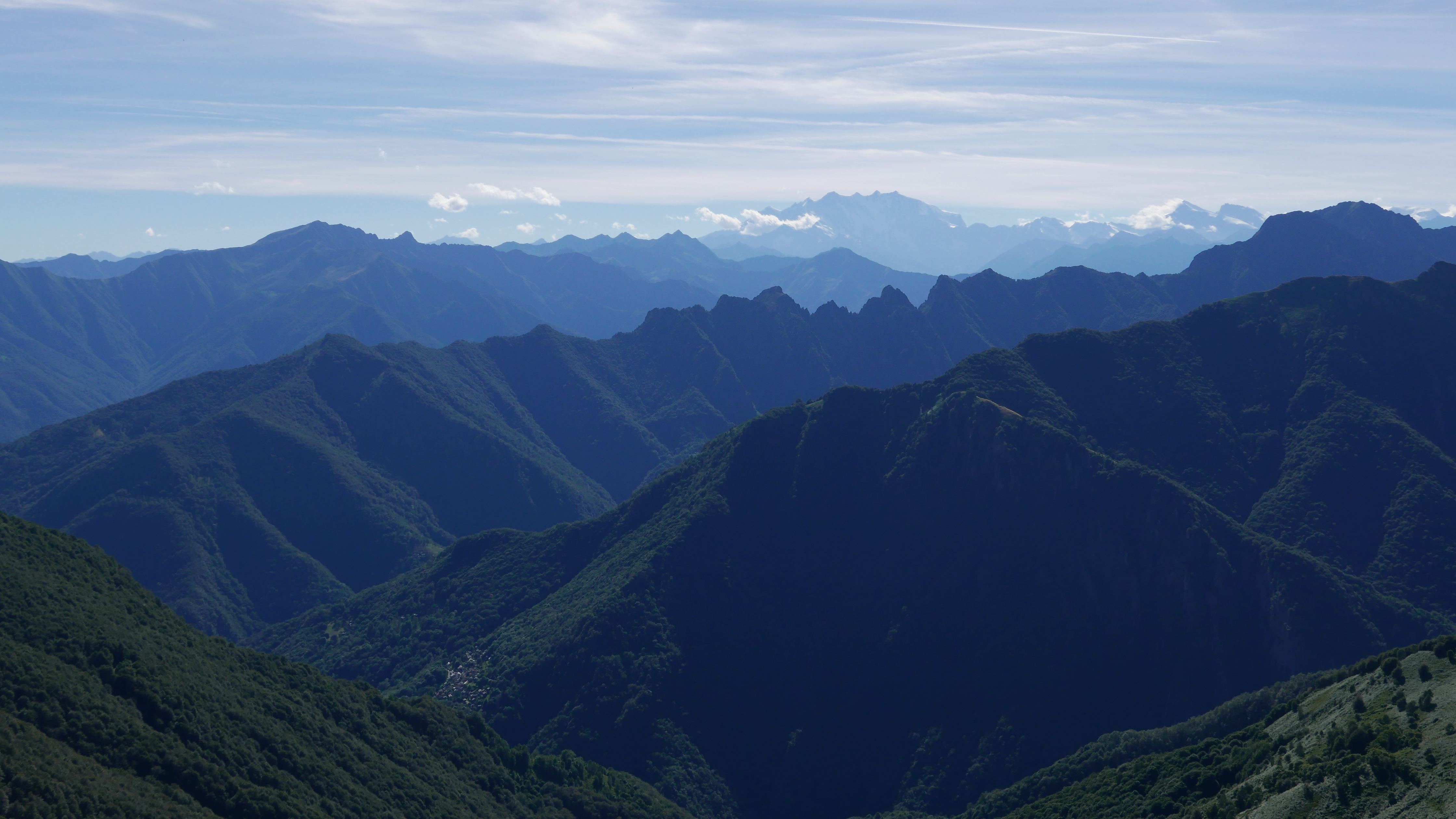
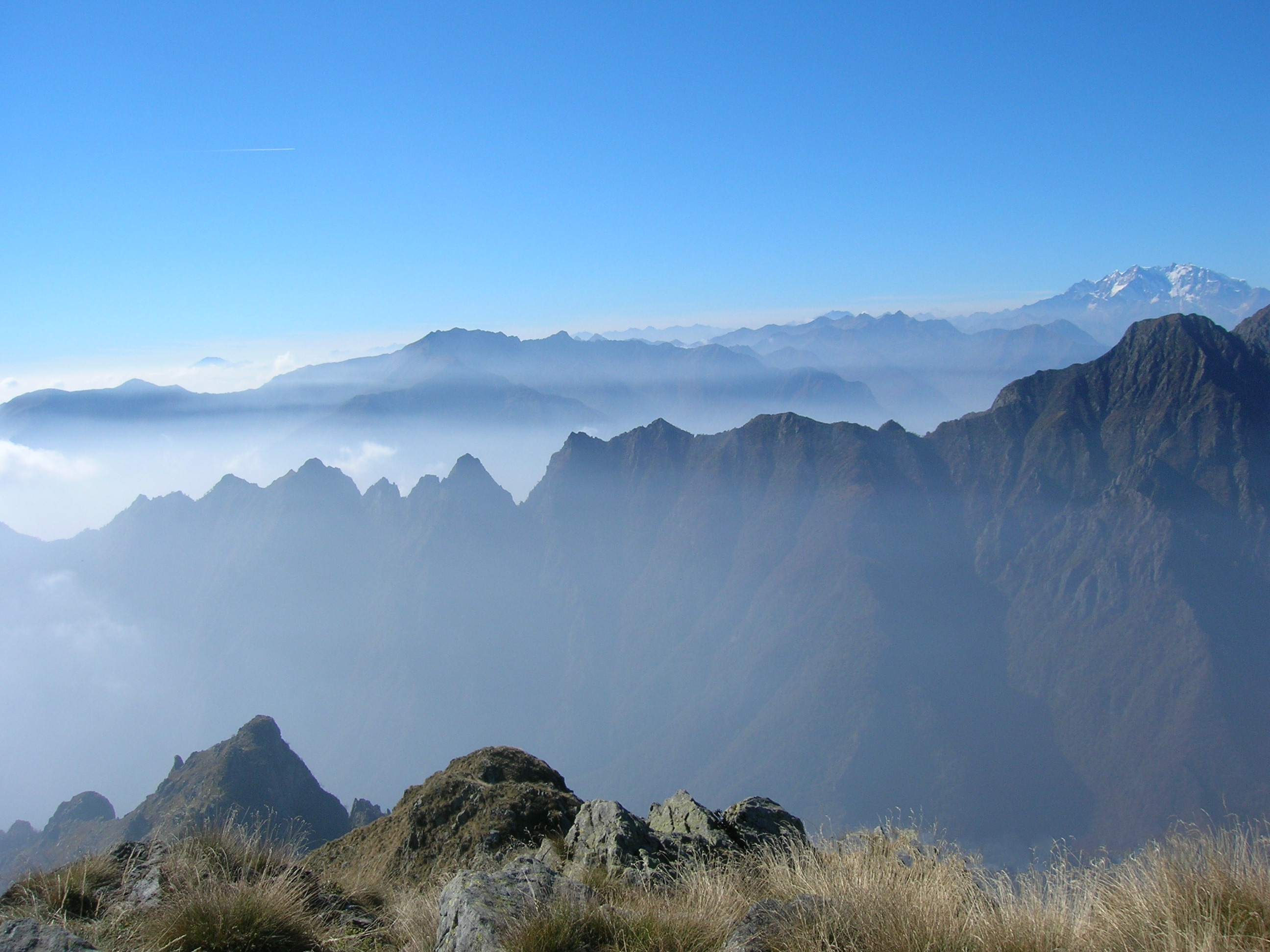
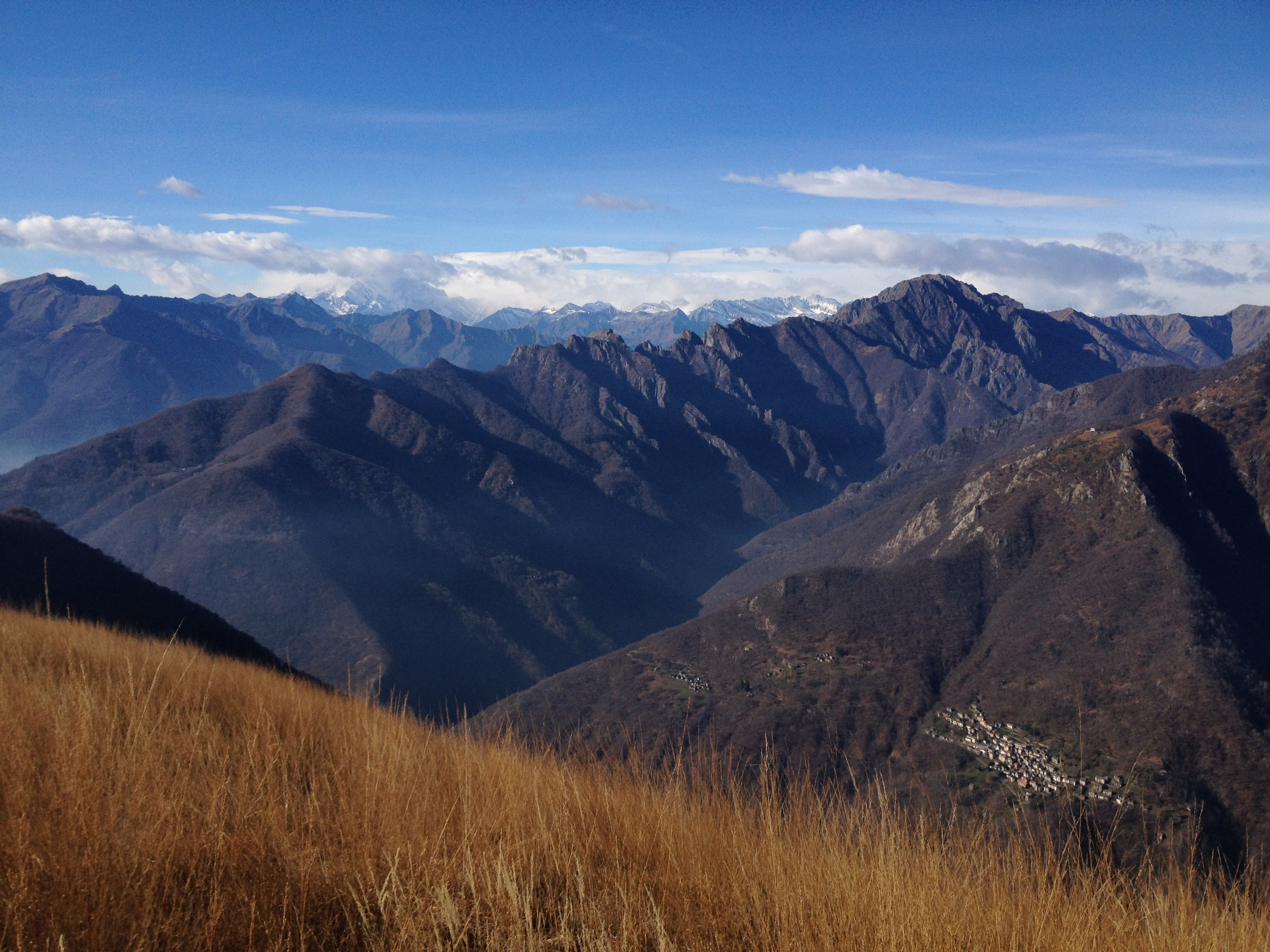
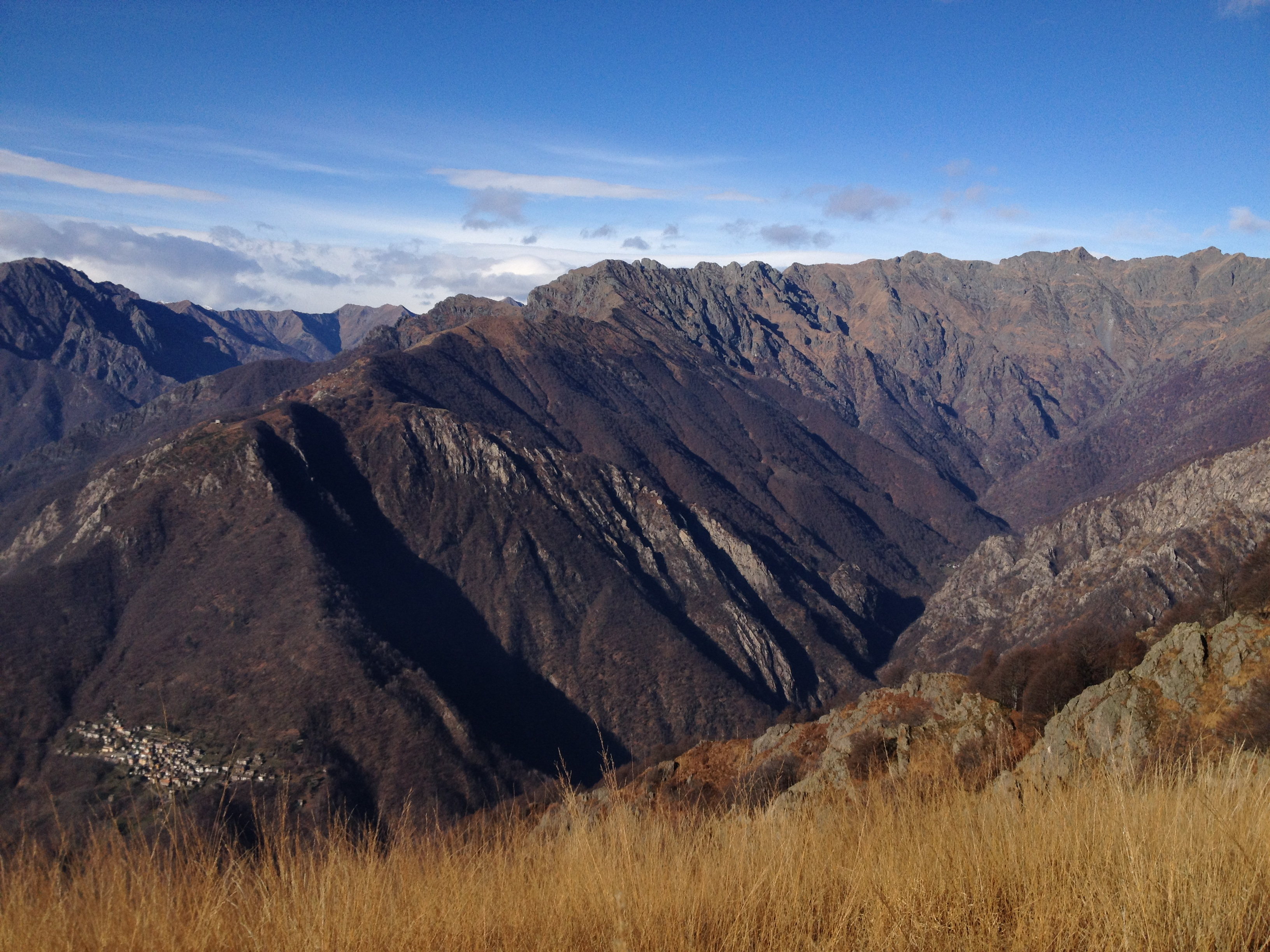
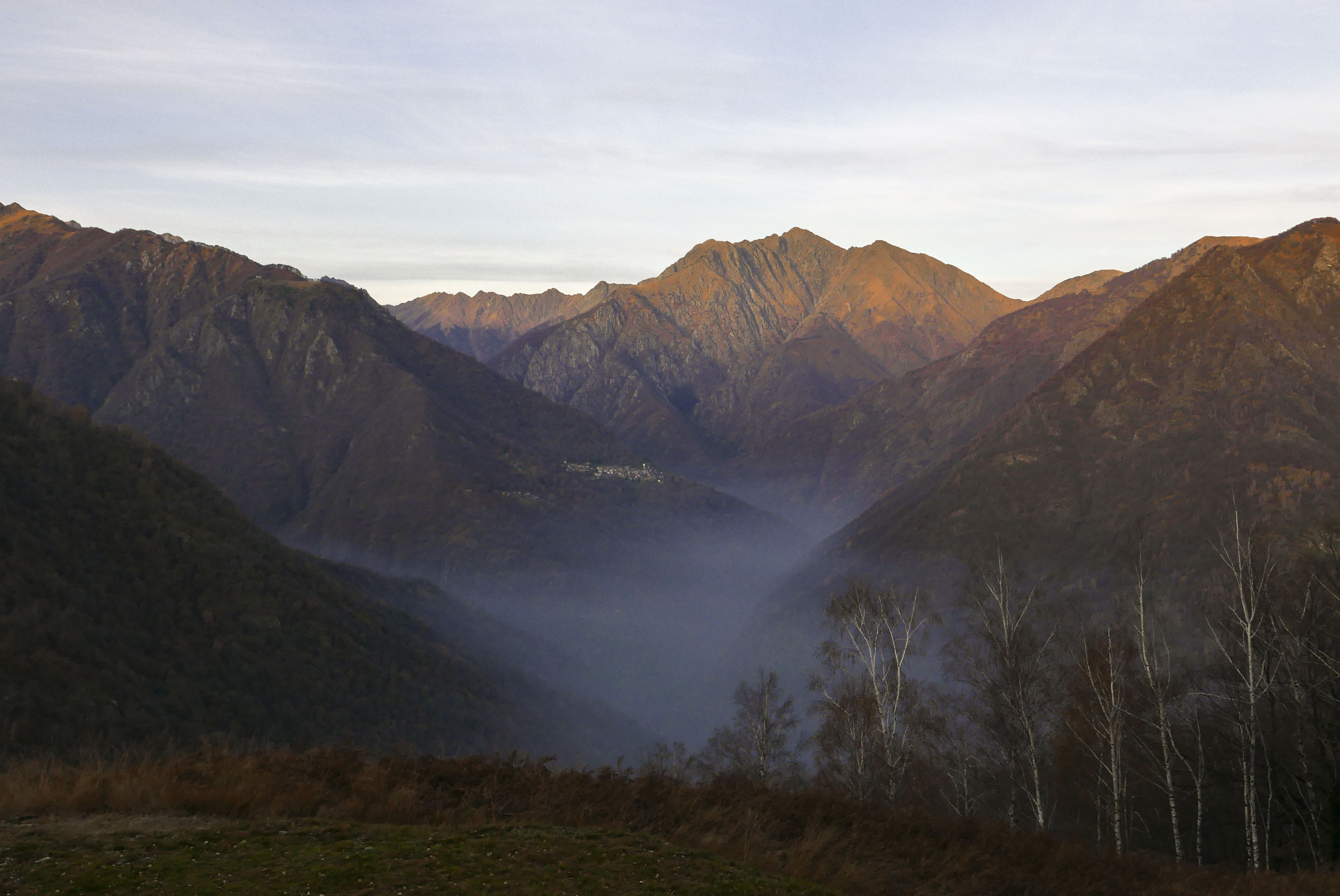